# Khamica Bingham
Khamica Bingham, född 15 juni 1994, är en kanadensisk kortdistanslöpare.
Bingham tävlade i två grenar för Kanada vid olympiska sommarspelen 2016 i Rio de Janeiro. Hon blev utslagen i försöksheatet på 100 meter och var en del av Kanadas lag som slutade på 7:e plats på 4x100 meter.
Vid olympiska sommarspelen 2020 i Tokyo tävlade Bingham på 100 meter. Hon slutade fyra i sitt försöksheat med tiden 11,21 och kvalificerade sig för semifinal. Bingham slutade därefter på femte plats i sin semifinal med tiden 11,22 och blev utslagen.

## Personliga rekord
| Utomhus - 100 meter – 11,13 (Toronto, 22 juli 2015) - 200 meter – 22,84 (Windsor, 23 maj 2015) | Inomhus - 50 meter – 6,35 (Saskatoon, 30 januari 2015) - 60 meter – 7,19 (Windsor, 12 mars 2015) - 200 meter – 23,59 (Albuquerque, 29 januari 2022) - 300 meter – 38,36 (Edmonton, 7 mars 2014) |